# J. T. Yorke
James Tiberius Yorke est un personnage fictif incarné par Ryan Cooley dans la série télévisée Degrassi: La nouvelle Génération.

## Développement
Jake Goldsbie avait initialement auditionné pour le rôle, mais il obtiendra finalement celui de Toby Isaacs.
Ryan Cooley a appris qu'il allait quitter la série autour d'avril 2006, avant le tournage de la sixième saison. Ce fut une surprise d'apprendre que son personnage a été tué, Cooley envisageait d'aller à l'université et ainsi, quitter la série. Le dernier épisode de Cooley a été Une nuit de folie, tourné en août 2006.

### Personnalité
Tout au long de la série, J. T. est décrit comme un clown de la classe qui fait constamment des blagues. Celles-ci sont généralement reçu positivement par ses camarades de classe. Ses problèmes étaient souvent causés par ses plaisanteries, y compris se mettre en retenue et même mettre fin à sa relation avec Manny.

## Biographie fictive du personnage
Saison 1
J. T. aide Manny et Toby pour qu'Emma ne se fasse pas violer par un prédateur sexuel qui s'est fait passer pour quelqu'un de son âge. Lors de sa septième année, Toby a demandé à J. T. de se présenter aux élections contre la demi-sœur de Toby, Ashley Kerwin, pour le président de l'école. Il accepte, mais arrête lorsque Ashley lui donne quatre-vingts dollars s'il se retire. Au début de l'année scolaire, J. T. et Toby font croire aux parents de Toby qu'ils iront à la danse de l'école, mais c'est faux puisqu'ils restent à la maison pour regarder des sites pornographiques. Les deux jeunes se font prendre par les parents de Toby, qui sont retournés à la maison plus tôt que prévu. Les jeunes garçons ont dû regarder de la pornographie homosexuelle avec les parents de Toby afin d'enseigner une leçon sur l'objectivation des femmes.
Liberty se révèle être romantiquement intéressé par J. T., mais ce n'est pas réciproque. Après avoir pris le blâme pour lui pendant leur cours, son attirance envers J. T. devient évidente à Toby, Manny et Emma. J. T. nie pendant un temps, mais s'en rend compte par la suite et tente de la convaincre d'arrêter de l'aimer odieusement. Puisque cette technique ne fonctionne pas, il lui dit qu'il est homosexuel, ce qui la déçoit, mais il renverse la situation lorsqu'elle lui demande de faire une entrevue avec lui et de sortir du placard afin d'être une source d'inspiration pour d'autres élèves ayant des difficultés avec leur sexualité. Lorsqu'Emma a ses règles pour la première fois, J. T. se moque d'elle lors de son arrivée en classe avec des shorts surdimensionnés, ne sachant pas que ses autres vêtements étaient tachés. Il le découvre quand elle révèle à toute la classe qu'elle a ses règles pour la première fois.
Saison 2
J. T. tombe amoureux de Paige, qui est violée peu de temps après, les deux vont à un rendez-vous et elle lui avoue tout. Lorsqu'il apprend le viol et l'identité de l'auteur, il s'attaque à lui. En dépit d'être surclassé, J. T. est en mesure d'obtenir une suspension lorsque le garçon l'attaque en représailles,.
Saison 3
J. T. change son apparence des deux saisons précédentes, abandonnant sa casquette. Le personnage devient également attiré par Manny Santos, une amie d'enfance, qui commence à s'habiller de façon plus pêle-mêle. Il l'empêche de s'exposer elle-même à la classe quand elle fait du bénévolat et doit se pencher en conséquence. Lorsque Liberty lui demande de sortir, après avoir écrasé sur lui depuis des années, J. T. la rejette et elle lui demande s'il la rejette à cause de ses sentiments pour Manny.
J. T. est en vedette dans une publicité. En prévision de sa création, il invite les élèves de Degrassi, y compris Manny. Elle est la seule à ne pas rire de la pub et même le lendemain, à l'école, Sean et Jay se moque de lui pour son rôle dans la publicité. Manny lui donne un avis positif et la paire redeviennent amis. Il essaie de faire le premier pas en l'invitant à une danse, mais se retire après l'avoir vu avec Craig, l'homme qui l'a mis enceinte. Lorsque Manny s'oppose à lui pour qu'il ne l'invite pas, il admet qu'il a choisi de ne pas l'inviter quand il la vit avec lui. Manny révèle que Craig voulait savoir comment elle allait depuis l'avortement, et le jour suivant, J. T. confronte Manny. Il s'excuse et lui demande de sortir, elle accepte.
Saison 4
Au début de la saison, sa relation avec Manny se termine après qu'elle le découvre en train d'utiliser une pompe à pénis pour rendre le pénis plus grand, après avoir vu Craig Manning, qui lui fait sentir que le sien était trop petit. Cependant, Manny rompu avec J. T. puisqu'il plaisantait trop, il ne pouvait pas être sérieux. Il devient ami avec Danny Van Zandt, le petit frère de Liberty. Ceux-ci évitent Toby parce qu'il est ami avec Rick Murray, l'auteur de la fusillade. Après avoir été confronté par Manny, J. T. présente ses excuses à Toby pour le mal qu'il a pu lui faire. J. T. et Danny avaient précédemment dit à Rick qu'il ne l'aimait pas, tout juste avant la fusillade et sa mort.
J. T. et Liberty créent une pièce de théâtre basée sur la fusillade. Les deux adolescents finissent en retenue après que Liberty ait chanté leur chanson rebelle pour le directeur de l'école, où ils partagent leur premier baiser et commencent une relation,. L'amitié entre J. T. et Danny se détériore après que ce dernier se rend compte que J. T. est plus intéressé par sa sœur que par lui. Plus tard, Danny décide volontairement de ne pas alerter les amoureux lorsque le père des Van Zandt rentre à la maison et ainsi mettre J. T. et Liberty dans le pétrin. De plus, Danny se bat avec J. T. et, donc Liberty se met en colère contre J. T. puisqu'il pousse Danny sur une roche, où il se fend la tête. Peu après, Danny avoue avoir commencé la bagarre et se fait pardonner en couvrant les deux amoureux quand son père part au travail.
Saison 5
J. T. et Liberty deviennent actifs sexuellement au cours de l'été et J. T. parle ouvertement de sa relation avec Toby, frustrant Liberty. Elle verse du soda dans le pantalon de J. T. après l'avoir entendu parler à Toby. Le jour suivant, J. T. et Liberty se chicane en rapport avec l'immaturité de J. T. et elle révèle qu'elle est enceinte, provoquant une surprise, J. T. a un accident avec sa voiture. J. T. rompt avec Liberty puisque pour elle, il est inutile d'aller chez le médecin, mais il obtient un emploi dans une pharmacie et se jure de ne pas abandonner son enfant à naître. Danny apprend la grossesse peu de temps après les attaques de J. T. et promet de ne pas le dire, tant que ce dernier l'aide à prendre soin d'un bébé de poupée. Le projet échoue, Danny choisit de ne pas le dire à ses parents à propos de la grossesse de sa sœur. J. T. et Liberty s'engueulent puisqu'ils ne sont pas sûrs de garder le bébé ou de le mettre en adoption, mais en fin de compte ils décident de garder le bébé. Par conséquent, J. T. quitte le travail qu'il aime à l'émission de télévision pour enfants pour avoir plus d'heures à la pharmacie. Jay Hogart propose à J. T. de voler de l'Oxycodone de la pharmacie et de la vendre à un ami de Jay dans le Ravin. J. T. dit à l'acheteur qu'il a besoin de plus d'argent, de sorte que l'acheteur s'engage à fournir à J. T. un supplément de 400$, une avance pour la prochaine livraison de médicaments. Quand Liberty apprend que J. T. fait du trafic de drogue, elle se met en colère et J. T. commence à regretter sa décision. Il dit à Liberty qu'il rachètera les médicaments de son acheteur et n'en vendra plus jamais. Pendant ce temps, Liberty décide qu'il est temps de le dire à leurs parents. La grand-mère de J. T. ne le prend pas bien, ce qui les rend nerveux pour la réaction des parents de Liberty. J. T. et Liberty annonce en premier qu'ils vont aller en appartement ensemble et puis J. T. révèle que les deux adolescents vont avoir un enfant. La mère de Liberty est relativement calme, mais son père est en colère et déclare qu'il ne veut pas revoir J. T., mais qu'ils aideront Liberty. Cette dernière prévient ses parents qu'elle va quand même emménager avec J. T. Elle monte en haut et claque la porte de sa chambre assez fort pour que ses parents puissent l'entendre et elle dit à J. T. de venir l'aider pour faire ses valises. J. T. demande à Toby une aide financière afin de racheter la drogue, mais Toby refuse et J. T. s'en prend à lui en lui disant « C'est pour ça que tu n'as pas d'ami ». 
Lorsque J. T. demande à l'acheteur de lui redonner les médicaments, ils se bagarrent qui provoque J. T. a volé de l'Oxycodone à la pharmacie encore une fois parce que l'acheteur veut les médicaments pour lesquels il avait déjà payé $400. Il révèle à Liberty qu'il a volé d'autres médicaments et elle est en colère contre J. T. Celui-ci fait tomber les pilules de sa main sur l'acheteur. L'acheteur se frustre, mais ne fait rien à J. T. Ce dernier est désemparé puisqu'il réalise qu'il a perdu tous ses ami(e)s et décide de prendre le reste des pilules comme tentative de suicide. Il s'effondre à cause de l'overdose et Jay Hogart l'apporte à l'hôpital. Il se réveille peu de temps après dans un lit d'hôpital. Liberty parle avec ses parents et son père, qui est un avocat, lui dit qu'il va essayer d'aider J. T. pour ne pas avoir d'ennuis avec la justice. Liberty parle avec J. T. et lui dit qu'elle a décidé de mettre leur bébé en adoption puisqu'aucun d'eux n'est capable d'élever un enfant. Plus tard dans la saison, Liberty a son enfant. J. T. est vu à l'hôpital avec elle, mais ne semble pas être présent après la naissance. Il a vu le bébé brièvement avant qu'il soit emmené hors de la salle d'accouchement.
Saison 6
J. T. devient frustré puisqu'il y a plusieurs bagarres créées par des étudiants de Lakehurst, une école à quelques minutes de Degrassi, avec quelques étudiants de Degrassi. Il est dans une relation avec Mia, qui avait déjà été dans une relation avec un étudiant de Lakehurst. Il est poignardé et tué pendant la nuit de la fête organisée pour la fête d'anniversaire de Liberty alors qu'il cherchait Liberty pour lui dire qu'il l'aimait et voulait être avec elle à la place de Mia. Liberty est la personne qui l'a trouvé par terre, proche de sa voiture, juste après son poignardage et qui appelle à l'aide.

## Relations amoureuses
- Manny Santos
  - Début : Mauvaises fréquentations (3.21)
  - Fin : Coup sur coup (4.04)
    - Raison : Manny cru que J. T. était trop enfantin/immature.
- Liberty De Van Zandt
  - Première Relation:
    - Début : Les Mots pour le dire (Deuxième Partie) (4.12)
    - Fin : Liberty n'a plus envie de rire (5.04)
      - Raison : Liberty a trop de contrôle.

  - Deuxième Relation:
    - Début : L'Engrenage (Première Partie) (5.07)
    - Fin : L'Engrenage (Deuxième Partie) (5.08)
      - Raison : J. T. tente de se suicider à l'aide d'une overdose d'Oxycodone.
- Mia Jones
  - Début : Photos compromettantes (Première Partie) (6.05)
  - Fin : Une nuit de folie (6.11)
    - Raison : Il a été poignardé par un étudiant de Lakehurst et meurt d'une perforation de l'Aorte. Il avait l'intention de rompre avec Mia pour Liberty avant sa mort.